# Odile Defraye
Odile Defraye (ali Odiel Defraeye), belgijski kolesar, * 14. julij 1888, Rumbeke, Zahodna Flandrija, † 21. avgust 1965, Bierges, Valonski Brabant.
Defraye, belgijski cestni kolesar, je bil zmagovalec zadnje kolesarske dirke po Franciji, na kateri je odločal sistem točkovanja namesto seštevka časa posameznih etap. S tremi etapnimi zmagami na Touru 1912 je bil sploh prvi Belgijec, ki je osvojil ta naslov. 
Na naslednjem Touru je Defraye vodil v skupni razvrstitvi od 2. do. 5. etape, v 6. etapi pa je vodstvo potem, ko je sam odstopil, predal kasnejšemu zmagovalcu, prav tako Belgijcu Philippu Thysu.
Defraye je v letih 1909 do 1924 tekmoval na šestih Tourih. Poleg Toura 1912 je istega leta dosegel pomembnejšo zmago ob štirih etapnih zmagah še na dirki po Belgiji, zmagal pa je tudi na enodnevni klasiki Milano-San Remo leto kasneje.

## Dosežki
- 1908

dirka po Flandriji (amaterska)
- 1910

Prvenstvo Flandrije
- 1911

Državno prvenstvo Belgije v cestnem kolesarstvu
- 1912

Tour de France
2., 7., 9. etapa
dirka po Belgiji
2., 3., 7. etapa
- 1913

Milano-San Remo
- 1921

6. etapa dirke po Belgiji